# Thomisus daradioides nigroannulatus
Thomisus daradioides là một phân loài nhện trong họ Thomisidae.
Loài này thuộc chi Thomisus. Thomisus daradioides nigroannulatus được Lodovico di Caporiacco miêu tả năm 1947.